# Selvstændig erhvervsdrivende
Selvstændig erhvervsdrivende betegner personer, der driver egen virksomhed og således er selvernærende – i modsætning til lønmodtagere, der arbejder for en arbejdsgiver. 
Mange selvstændige erhvervsdrivende ejer en enkeltmandsvirksomhed, mens også andre selskabsformer kan være relevante, eksempelvis interessentskab. En del selvstændige erhvervsdrivende er beskæftiget i liberale erhverv; det gælder eksempelvis arkitekter, advokater, ejendomsmæglere, revisorer, praktiserende læger m.v. Det kræver ikke en specifik uddannelse at etablere sig som selvstændig, men de liberale erhverv forudsætter som oftest både en uddannelse og en autorisation. 
Danske selvstændige har historisk haft deres egen arbejdsløshedskasse, ASE. Denne er dog i dag også åben for lønmodtagere.